# Nemesio Oseguera Cervantes
Nemesio Rubén Oseguera Cervantes (Aguililla, 17 de julho de 1966), comumente conhecido por seu pseudônimo El Mencho, é um narcotraficante mexicano e líder da organização criminosa Cartel de Jalisco Nova Geração (CJNG), grupo do crime organizado sediado em Jalisco. Ele é a pessoa mais procurada no México e uma das mais procuradas nos Estados Unidos. O governo norte-americano e o governo mexicano estão oferecendo recompensas de US$ 15 milhões e MXN 300 milhões, respectivamente, por informações que levem à sua prisão.
Ele é procurado por tráfico de drogas, envolvimento com crime organizado e posse ilegal de armas de fogo. El Mencho é supostamente responsável por coordenar operações globais de tráfico de drogas. Sob seu comando, o CJNG se tornou uma das principais organizações criminosas do México.
Nascido na pobreza no México, El Mencho cultivava abacates e abandonou a escola primária antes de imigrar ilegalmente para os Estados Unidos na década de 1980. Depois de ser preso várias vezes, ele foi deportado para o México no início da década de 1990 e trabalhou para o Cártel del Milenio. Ele finalmente chegou ao topo da organização criminosa e fundou o CJNG depois que vários de seus chefes foram presos ou mortos.
Sua notoriedade também é resultado de sua liderança agressiva e atos sensacionalistas de violência contra grupos criminosos rivais e forças de segurança mexicanas. Esses ataques lhe renderam maior atenção do governo e uma extensa caçada humana. As forças de segurança suspeitam que ele esteja escondido em terrenos rurais de Jalisco, Michoacán, Nayarit e/ou Colima, e seja protegido por mercenários com treinamento militar anterior.
Em fevereiro de 2022, começaram a surgir relatos não confirmados afirmando que El Mencho havia morrido de parada respiratória enquanto recebia tratamento em um hospital privado em Guadalajara.
No entanto, o agente da Drug Enforcement Administration (DEA), a agência antidrogas dos Estados Unidos, Kyle Mori, que lidera a busca por El Mencho, negou os rumores de sua morte em uma entrevista que deu à KFI AM em março de 2023.

## Juventude
Nemesio Oseguera Cervantes nasceu em julho de 1964 ou 1966 na comunidade rural de Culotitlán em Aguililla, Michoacán, México; de acordo com o Departamento do Tesouro dos Estados Unidos, sua data de nascimento alternativa é 17 de julho de 1965. A DEA afirma que ele nasceu em Guadalajara, Jalisco. Outras fontes afirmam que ele nasceu em Uruapan, Michoacán. Seu primeiro nome é citado como "Rubén" e/ou "Nemesio". Ele tem pseudônimos alternativos como "Nemecio", "Rubén Acerguera Cervantes", "Lorenzo Mendoza" e "Nemesio Oseguera Ramos". Algumas fontes afirmam que seu nome de nascimento era "Rubén", mas que ele o mudou para "Nemesio" em memória de seu padrinho. Ele é amplamente conhecido pelo seu pseudônimo "El Mencho", um apelido que deriva da derivação fonética de Nemesio. Outro apelido é "El Señor de los Gallos", que dizem ter sido derivado de seu amor por rinhas de galo.
El Mencho cresceu em uma família pobre que cultivava abacates. Ele tinha cinco irmãos: Juan, Miguel, Antonio, Marín e Abraham. Ele abandonou a escola primária na quinta série para trabalhar no campo. Aos 14 anos começou a vigiar plantações de maconha. Alguns anos depois, ele decidiu que queria uma vida melhor e imigrou ilegalmente para o estado americano da Califórnia na década de 1980. Para ocultar sua identidade nos Estados Unidos, utilizou diversos nomes e combinações, como "Rubén Ávila", "José López Prieto", "Miguel Valadez", "Carlos Hernández Mendoza", "Roberto Salgado", entre outros.

## Tempo nos Estados Unidos

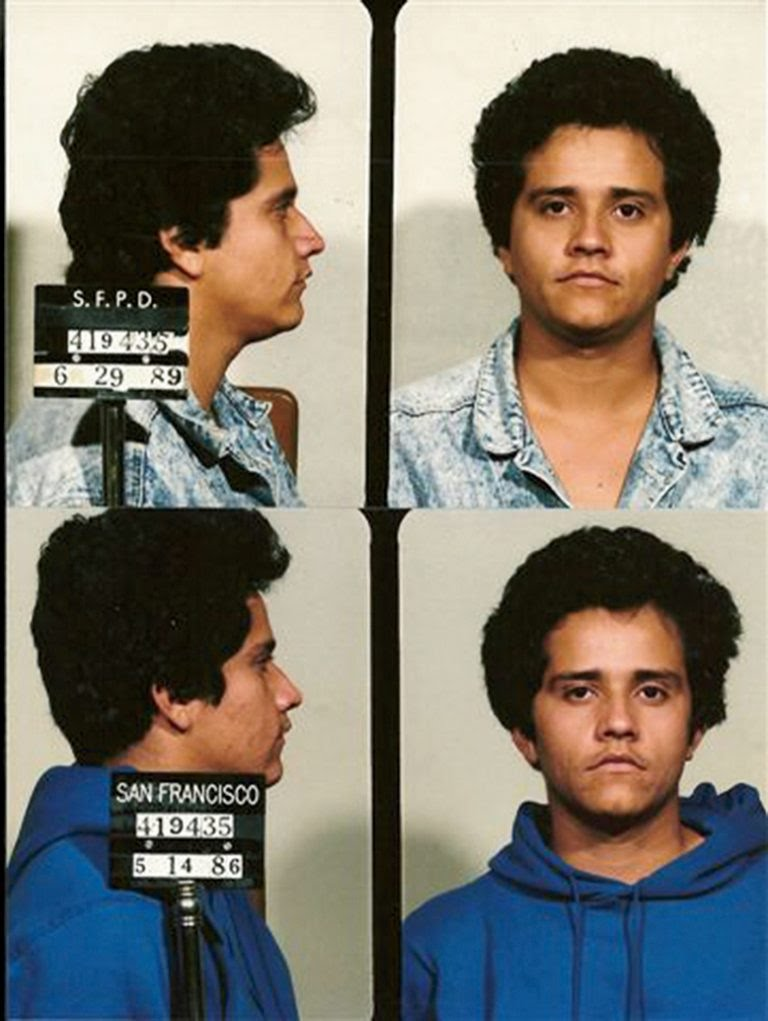
Mugshot de El Mencho tiradas em 1986 e 1989

Em 1986, ele morava na área da baía de São Francisco. Ele foi preso pela Polícia de São Francisco aos 19 anos por roubo de propriedade e porte de arma carregada. Dois meses após sua prisão, seu primeiro filho nasceu. De acordo com registros de entrada na fronteira, El Mencho cruzou a fronteira Estados Unidos–México várias vezes no final da década de 1980 sob outros pseudônimos; a DEA e os investigadores mexicanos acreditam que foi nessa época que ele se envolveu na produção e comércio de metanfetamina em Redwood City, junto com seu cunhado Abigael González Valencia (também conhecido como "El Cuini").
Em 1989, El Mencho foi preso novamente em São Francisco por vender narcóticos. Ele foi deportado para o México vários meses depois, mas retornou aos Estados Unidos e se estabeleceu em São Francisco. Em setembro de 1992, ele foi preso novamente, desta vez por acusações federais de tráfico de drogas em Sacramento, na Califórnia. De acordo com os registros do tribunal, El Mencho e seu irmão Abraham estavam em um bar de São Francisco conhecido como Imperial para realizar um acordo de heroína: cinco onças por US$ 9.500. Abraham estava encarregado da transação, enquanto El Mencho agia como vigia. El Mencho tinha 26 anos na época, muito mais novo que Abraham, mas era esperto o suficiente para reconhecer que a transação era uma armação da polícia. Ele disse ao irmão que os homens a quem eles deram a heroína entregaram notas de dólar perfeitamente empilhadas em vez de soltas. Por meio de uma conversa grampeada, a polícia ouviu El Mencho alertando seu irmão para nunca mais fazer negócios com eles, pois eram policiais disfarçados.

### Prisão e deportação
Três semanas após o incidente, ambos os homens foram presos pela polícia. No tribunal, El Mencho insistiu que era inocente. Ele disse que não estava envolvido no negócio de heroína e que os agentes secretos estavam mentindo sobre ele estar lidando com as drogas. A promotoria insistiu que ambos os irmãos estavam trabalhando juntos. El Mencho ficou com poucas opções; se ele se declarasse inocente, seu irmão Abraham — que já tinha sentenças criminais por tráfico de drogas em seu registro — provavelmente enfrentaria prisão perpétua. Sua defesa entendeu que se ele decidisse por um julgamento por júri, ele provavelmente seria condenado. Ele decidiu se declarar culpado e proteger seu irmão da prisão perpétua. Ele foi sentenciado a 5 anos e preso no Big Spring Correctional Center, no Texas, que abriga uma grande população de imigrantes ilegais.
Depois de três anos, ele foi libertado da prisão em liberdade condicional e deportado para o México aos 30 anos. No México, ele se juntou às forças policiais locais de Cabo Corrientes e Tomatlán, no estado de Jalisco. Depois de algum tempo, ele deixou a polícia e se juntou ao crime organizado como membro em tempo integral do Cártel del Milenio. Para fortalecer seu relacionamento com o Cártel del Milenio, El Mencho se casou com uma das irmãs do líder do clã, Rosalinda González Valencia. Foi nesse grupo criminoso que El Mencho se tornaria uma figura de destaque no crime organizado.

## Ascenção e liderança
No Cártel del Milenio, El Mencho começou como membro do esquadrão de assassinos que protegia o traficante Armando Valencia Cornelio (também conhecido como "El Maradona"). Em 12 de agosto de 2003, seu chefe foi preso pelas autoridades mexicanas. Na mesma época, um grupo criminoso rival conhecido como Los Zetas, com o apoio do Cartel do Golfo, realizou uma ofensiva armada contra o Cártel del Milenio em Michoacán. O ataque forçou a família Valencia a se exilar em Jalisco.
El Mencho mudou-se para a capital do estado, Guadalajara, com o sogro José Luis González Valencia (também conhecido como "El Quini") e Román Caballero Valencia. Em Jalisco, El Mencho e o Cártel del Milenio formaram uma aliança com o subgrupo do Cartel de Sinaloa, liderado por Ignacio "Nacho" Coronel, um traficante de alto escalão e aliado de Joaquín "El Chapo" Guzmán. Com Coronel, El Mencho e seu grupo administravam as operações de drogas, finanças e atividades de assassinato do Cartel de Sinaloa nos estados de Colima e Jalisco.
Em 28 de outubro de 2009, o principal líder do Cártel del Milenio, Óscar Orlando Nava Valencia (também conhecido como "El Lobo"), foi preso. Em 6 de maio de 2010, seu irmão Juan Carlos (também conhecido como "El Tigre") também foi preso. Dois meses depois, Coronel foi morto em um tiroteio com o Exército Mexicano. Após suas quedas, o Cártel del Milenio começou a se romper e El Mencho tentou assumir sua estrutura de liderança.
Uma seita dentro do Cártel del Milenio queria nomear como líder do grupo Elpidio Mojarro Ramírez (também conhecido como "El Pilo"), que trabalhou em estreita colaboração com Óscar Orlando e Juan Carlos antes de suas prisões. Érick Valencia Salazar, um dos membros do clã, queria que El Mencho assumisse o comando. El Mencho então pediu ao outro bloco Milenio para entregar Gerardo Mendoza (também conhecido como "Tecato" e/ou "Cochi") por matar um grupo de homens que se reportavam a ele em Tecomán, Colima. A outra divisão recusou o pedido de El Mencho, provocando uma guerra interna.
O Cártel del Milenio se dividiu em dois. Um lado era conhecido como La Resistencia, o outro era Los Mata Zetas, liderado por El Mencho. La Resistencia acusou Los Mata Zetas de entregar Óscar Orlando às autoridades. Uma guerra se seguiu, e os dois grupos lutaram pelos territórios do tráfico de drogas em Jalisco.
Para legitimar sua presença, o grupo de El Mencho lançou uma campanha de propaganda contra seus inimigos, denunciando extorsões feitas por gangues rivais contra civis, empresários e autoridades governamentais. Los Mata Zetas acabou vencendo a guerra e consolidando sua influência no oeste do México. O grupo então mudou seu nome para Cartel de Jalisco Nova Geração (CJNG).

## Liderança
Como líder do CJNG, El Mencho solidificou sua posição e fez sua organização crescer por meio da expansão territorial e da corrupção de funcionários do governo. O CJNG deixou de ser uma pequena gangue criminosa ramificada para se tornar um dos principais grupos criminosos do México. Ao longo do processo, El Mencho se estabeleceu como um dos criminosos mais procurados do México. Sua ascensão à fama se deve a uma série de fatores, incluindo as demonstrações agressivas e sensacionalistas de violência pública pelo CJNG. Os ataques diretos do CJNG contra as forças de segurança do México renderam a El Mencho uma reputação entre as autoridades como "inimigo principal" do estado e como um criminoso perigoso. Além disso, a queda dos antigos chefes do crime no México abriu caminho para que El Mencho ganhasse visibilidade e status.
Ele consolidou suas operações em Jalisco e estados adjacentes combatendo incursões de grupos criminosos como Los Zetas e o Caballeros Templarios. Segundo fontes governamentais, ele é responsável por supervisionar todas as operações de tráfico de drogas do CJNG nos estados de Jalisco, Colima e Guanajuato, onde criou um bastião para a produção e o comércio de metanfetamina.
Sua capacidade operacional no México está concentrada em 8 estados: Jalisco, Colima, Guanajuato, Nayarit e Veracruz, onde detém um forte controle das operações de narcotráfico, e Morelos, Guerrero e Michoacán, onde luta contra grupos de drogas rivais concorrentes. Entre 2014 e 2016, a única região do país onde o CJNG perdeu sua presença territorial foi na Cidade do México. Internacionalmente, o CJNG supostamente tem laços com grupos criminosos nos Estados Unidos, no resto da América Latina, Europa, Ásia e África. Em escala internacional, o CJNG está focado principalmente no tráfico de cocaína e metanfetamina.
El Mencho conseguiu fazer da CJNG uma das gangues criminosas mais lucrativas do México. O governo estima que o grupo de El Mencho tenha cerca de US$ 50 bilhões em ativos totais. Esse sucesso foi compartilhado com Abigael González Valencia, seu cunhado, que liderava um grupo de narcotráfico conhecido como Los Cuinis, aliado ao CJNG. Abigael foi preso pela Armada do México em 28 de fevereiro de 2015. Parte do sucesso de El Mencho no tráfico de drogas teve a ver com sua habilidade de criar estratégias para mudanças de mercado e de consumo. Inicialmente, o CJNG produzia metanfetamina, mas depois ele mudou para a produção de heroína quando a demanda do consumidor mudou.
Em 2019, Kyle Mori, chefe da equipe da DEA encarregada de localizar El Mencho, declarou em uma entrevista à Univision que acreditava que ele tinha um patrimônio líquido de pelo menos US$ 500 milhões e que também poderia valer mais de US$ 1 bilhão.

## Caçada

Cartaz de procurado de El Mencho

Em 25 de agosto de 2012, uma unidade da Polícia Federal Mexicana baseada em Tonaya, Jalisco, respondeu a uma denúncia anônima afirmando que havia uma célula do crime organizado presente em uma comunidade rural próxima. Quando as forças de segurança chegaram à área, um tiroteio começou entre as duas partes. 6 atiradores do CJNG foram mortos no tiroteio. Relatórios iniciais declararam que El Mencho foi capturado na operação, mas o governo mexicano confirmou mais tarde que ele não estava sob custódia. Outras reportagens afirmaram que as autoridades americanas alertaram as autoridades mexicanas com base na vigilância da namorada do sujeito, que estava importando metanfetamina em Gulfport, Mississippi.
Em uma série de táticas altamente coordenadas para impedir a prisão de El Mencho, o CJNG bloqueou diversas rodovias e estradas na Região Metropolitana de Guadalajara, incendiando pelo menos 37 veículos. O objetivo dos veículos queimados era colocá-los como bloqueios para impedir que as forças de segurança viajassem pela capital de Jalisco e dar a El Mencho tempo suficiente para escapar. Os bloqueios foram colocados em rotas estratégicas para impedir que reforços policiais entrassem ou saíssem de Guadalajara. Após o fim dos ataques, o governo confirmou que El Mencho estava na área e havia escapado da captura.
Em 19 de março de 2015, em Ocotlán, Jalisco, homens armados do CJNG emboscaram um comboio da Polícia Federal. O número total de mortos foi 11; cinco policiais, três civis e três homens armados do CJNG. O ataque foi uma resposta do CJNG para proteger El Mencho, que supostamente estava na área para uma reunião. Em 23 de março, Heriberto Acevedo Cárdenas (também conhecido como "El Gringo" e "El Güero"), um dos associados próximos de El Mencho, foi morto em um tiroteio com a Polícia Federal em Zacoalco de Torres, Jalisco. Três outros suspeitos do CJNG foram mortos. De acordo com fontes do governo, Acevedo Cárdenas comandava células do CJNG em Zacoalco de Torres, Tlajomulco de Zúñiga, Cocula, Tapalpa e Atemajac de Brizuela.
Em resposta à sua morte, El Mencho comandou o CJNG para realizar ataques contra a Polícia Federal Mexicana. Em 30 de março, homens armados do CJNG em Zapopan, Jalisco, emboscaram um comboio contendo Alejandro Solorio Aréchiga, comissário de segurança de Jalisco. Ninguém foi morto na troca de tiros.
Em 6 de abril, homens armados do CJNG bloquearam uma estrada em San Sebastián del Oeste, Jalisco, com um veículo em chamas e abriram fogo contra um comboio da Polícia Estadual de Jalisco, matando 15 policiais e ferindo outros 5. O incidente foi o ataque mais mortal à força policial do México desde 2010. No mesmo dia, Miguel Ángel Caicedo Vargas, chefe de polícia de Zacoalco de Torres, foi morto por pistoleiros do CJNG.
Um mês depois, em 1º de maio de 2015, o governo mexicano lançou a Operação Jalisco, uma campanha liderada pelos militares que pretendia combater grupos do crime organizado em Jalisco e capturar seus respectivos líderes. O anúncio veio após uma série de ataques violentos do CJNG nas semanas anteriores. No dia em que a operação foi inaugurada, relatórios de inteligência declararam que El Mencho estava em Tonaya, o que motivou uma ofensiva para prendê-lo. Conforme as forças de segurança se moviam para a área onde El Mencho supostamente estava escondido, um tiroteio começou entre policiais e homens armados do CJNG.
Na pequena cidade de Villa Purificación, Jalisco, os homens de El Mencho abateram um helicóptero do Exército Mexicano com um lançador de granadas, matando 9 soldados. A batalha se estendeu por vários municípios em Jalisco; os homens de El Mencho bloquearam várias estradas na área de Guadalajara para desacelerar a mobilização da polícia e facilitar a fuga de seu líder. O CJNG incendiou 39 ônibus, 11 bancos e 16 postos de gasolina. O ataque se espalhou por 20 cidades diferentes e em três estados vizinhos.
De acordo com o governo mexicano, El Mencho pode estar escondido no estado de Jalisco, reduto do CJNG. Eles acreditam que ele não fica em um lugar por muito tempo, e viaja por vários municípios em Jalisco e para os estados de Michoacán, Colima e Nayarit. Ele geralmente viaja pelas montanhas e terrenos rurais nessas áreas, pois elas oferecem diversas rotas de fuga caso as forças de segurança tentem cercá-lo. As autoridades suspeitam que o círculo interno de El Mencho seja composto por mercenários com treinamento militar anterior. Seu segundo círculo de segurança é muito maior em tamanho e serve como uma retaguarda para notificar o círculo interno sobre atividades suspeitas e emboscar potenciais grupos que tentam se aproximar dele. Acredita-se que ele viva um estilo de vida modesto em comparação a outros chefões do tráfico, como El Chapo e outros membros do CJNG, para manter um perfil discreto e evitar ser detectado pelas autoridades.

## Acusações criminais
Desde a década de 2000, o escritório da DEA em Los Angeles, Califórnia, vem rastreando as atividades de El Mencho. A DEA detectou que o CJNG havia expandido suas operações de tráfico de drogas internacionalmente. Em 2000, o governo dos Estados Unidos descobriu que ele estava envolvido em uma operação de cocaína e metanfetamina internacionalmente. Cinco anos depois, eles descobriram que ele havia usado armas de fogo para facilitar suas operações.
Em 2007, a DEA descobriu que El Mencho estava envolvido em uma operação de cocaína que passou pela Colômbia, Guatemala, México e terminou nos Estados Unidos. Eles também descobriram um segundo carregamento de cocaína da Colômbia, México, para os Estados Unidos. Em 2009, a DEA detectou que estava envolvido em outro carregamento de cocaína originário do Equador. Mais duas remessas foram detectadas em 2013, do México e novamente para os Estados Unidos. Em 2014, no entanto, a DEA notou uma mudança radical no modus operandi do CJNG; descobriu-se que El Mencho havia coordenado um carregamento de metanfetamina que foi do México para a Austrália e depois para os Estados Unidos, alavancando gangues sediadas na China.
Em 27 de setembro de 2011, a Procuradoria Geral da República (PGR) do México emitiu um mandado de prisão para El Mencho e ofereceu MXN$ 2 milhões para qualquer pessoa que pudesse ajudar a fornecer informações que levassem à sua prisão. Ele foi acusado de envolvimento com o crime organizado e posse ilegal de armas de fogo. Em março de 2014, a Corte de Apelações dos Estados Unidos para o Circuito do Distrito de Colúmbia, com base nas investigações anteriores da DEA, o indiciou por várias acusações, incluindo tráfico de drogas e por ser líder de uma "Empresa Criminosa Contínua". El Mencho e Abigael foram acusados de coordenar embarques de cocaína e metanfetamina da América do Sul via México para os Estados Unidos. Eles também declararam que o CJNG e Los Cuinis coordenaram a coleta e entrega dos lucros da droga dos Estados Unidos para o México. Além disso, o Tribunal Distrital dos Estados Unidos para o Distrito Oeste do Texas está tentando condenar El Mencho por crimes de tráfico de drogas.
Em 18 de dezembro de 2017, a estrela do YouTube de dezessete anos Juan Luis Lagunas Rosales, conhecido como "El Pirata de Culiacán", foi morto a tiros em um bar em Jalisco por um grupo de quatro homens armados com rifles, logo após Lagunas Rosales publicar insultos gravados em vídeo contra El Mencho. A polícia está investigando se ele deu a ordem para executá-lo, mas nenhuma acusação foi registrada.
Em 15 de agosto de 2018, a PGR anunciou que estava oferecendo até MXN$ 30 milhões a qualquer um que fornecesse informações que levassem à captura de El Mencho. O anúncio foi tornado público quando a DEA e as autoridades mexicanas se preparavam para revelar um novo plano de cooperação contra o crime organizado, que incluía um foco mais forte contra sua estrutura financeira e a criação de um grupo de aplicação da lei responsável por investigar casos internacionais. A recompensa deriva de um novo mandado de prisão emitido contra ele por sua suposta participação na organização do sequestro e assassinato de dois agentes da Agência de Investigação Criminal, uma ramificação da PGR, em fevereiro de 2018.
Em 16 de outubro de 2018, os Departamentos de Estado, Justiça e Tesouro anunciaram uma medida conjunta de aplicação da lei contra o CJNG e aumentaram a recompensa de El Mencho de US$ 5 milhões para US$ 10 milhões. Esse aumento foi um dos maiores aprovados na história do Programa de Recompensas para Narcóticos.
Em 5 de dezembro de 2024, a DEA anunciou que aumentaria a recompensa por El Mencho de US$ 10 milhões para US$ 15 milhões.

### Designação da Lei Kingpin
Em 8 de abril de 2015, o Office of Foreign Assets Control (OFAC) do Departamento do Tesouro dos Estados Unidos sancionou El Mencho sob a Lei de Designação de Reis do Narcotráfico Estrangeiro ("Lei Kingpin") por seu envolvimento em operações internacionais de contrabando de drogas. A sanção foi uma investigação conjunta conduzida pelo Tesouro e pelo escritório da DEA em Los Angeles como parte de um esforço maior com seus colegas mexicanos para sancionar grupos de tráfico de drogas no México. A sanção se estendeu ao CJNG, seu cunhado Abigael González Valencia e Los Cuinis. Como parte da sanção, todos os ativos baseados nos Estados Unidos e/ou ativos sob controle de indivíduos dos Estados Unidos em nome de Nemesio Oseguera Cervantes, González Valencia, CJNG e Los Cuinis foram congelados nos Estados Unidos. Além disso, o ato proibiu cidadãos dos Estados Unidos de se envolverem em atividades comerciais com eles.
Em 17 de setembro de 2015, o OFAC sancionou cinco empresas em Jalisco por apoiarem financeiramente as operações do CJNG e do El Mencho. Essa sanção foi resultado de outra investigação feita pelo Tesouro e pelo escritório da DEA em Los Angeles. Como antes, todos os ativos dessas empresas com sede nos Estados Unidos foram congelados, e cidadãos americanos foram proibidos de fazer negócios com elas. Os negócios eram um restaurante de sushi em Puerto Vallarta e Guadalajara, uma empresa de tequila em Guadalajara (outras fontes afirmam que a empresa de tequila está sediada em Tepatitlán de Morelos, Jalisco), um negócio de aluguel de cabanas em Tapalpa, e uma empresa de publicidade e agrícola, ambas em Guadalajara. De acordo com o relatório, a diversidade desses negócios mostrou que o CJNG teve sucesso em penetrar na economia.
Em 27 de outubro de 2016, o OFAC sancionou mais nove indivíduos por fornecerem assistência material e financeira a El Mencho e González Valencia e seus respectivos grupos, o CJNG e o Los Cuinis. Esta sanção também foi resultado de outra investigação feita pelo Tesouro e pelo escritório da DEA em Los Angeles. Esta sanção foi uma tentativa do governo dos Estados Unidos de interromper o círculo interno de membros cúmplices da família dentro do CJNG e Los Cuinis e afetar suas finanças na economia doméstica do México. Os indivíduos sancionados foram Antonio, irmão de El Mencho; seu genro Julio Alberto Castillo Rodríguez; cinco irmãos de González Valencia: Arnulfo, Édgar Edén, Elvis, Marisa Ivette e Noemí; o empresário Fabián Felipe Vera López; e a advogada María Teresa Quintana Navarro. Todos os seus bens baseados nos Estados Unidos foram congelados e, mais uma vez, os cidadãos dos Estados Unidos foram proibidos de fazer negócios com eles.

## Lutas internas e divisão do CJNG
Em março de 2017, El Mencho ordenou o assassinato de El Cholo, um ex-membro do CJNG que traiu o CJNG ao se juntar ao Cártel Nueva Plaza e conspirar contra seus antigos aliados; El Cholo foi marcado para morrer por El Mencho depois que ele assassinou um operador financeiro do CJNG apelidado de "El Colombiano", mas a tentativa de assassinato foi um fracasso. El Cholo depois retaliou cofundando um novo cartel chamado Cártel Nueva Plaza. O cofundador da CJNG, Erick Valencia Salazar, também se separou de El Mencho e se tornou um líder de alto escalão no Cártel Nueva Plaza. Eles também formaram uma rivalidade com El Mencho e o CJNG. El Cholo foi assassinado mais tarde, e seu corpo foi encontrado esfaqueado e envolto em plástico em um banco de parque no centro de Tlaquepaque em 18 de março de 2021.

## Família
El Mencho tem cinco irmãos: Juan, Miguel, Antonio, Marín e Abraham. Na década de 1990, Abraham recebeu uma sentença de 10 anos de prisão na Califórnia. Em 2013, autoridades mexicanas o acusaram de assassinato em Michoacán. As acusações foram posteriormente retiradas e o caso foi encerrado.
Marín foi acusado em um tribunal da Califórnia, mas as acusações não estão disponíveis ao público. Antonio morava nos Estados Unidos e foi libertado de uma prisão do Mississippi em 2001 após cumprir sua sentença por acusações de danos materiais. Ele foi preso em Jalisco em 4 de dezembro de 2015, pelo Exército e Marinha Mexicanos por trabalhar como um dos principais operadores financeiros de El Mencho. De acordo com o governo mexicano, Juan e Miguel estão envolvidos com o CJNG. Juan foi acusado em Michoacán por roubo, mas o caso foi posteriormente arquivado.
Rosalinda González Valencia é esposa de El Mencho. Eles têm três filhos: Jessica Johanna Oseguera González, Laisha e Rubén Oseguera González (também conhecido como "El Menchito"). Jessica Johanna é casada com Julio Alberto Castillo Rodríguez (também conhecido como "El Ojo de Vidrio"), preso pela primeira vez em 1º de maio de 2015. Ele foi solto em 1º de julho por falta de provas, mas foi preso novamente em 6 de abril de 2016, por seu envolvimento no CJNG. O filho de El Mencho, Rubén, era considerado pelo governo mexicano como o segundo em comando no CJNG antes de sua prisão em 2014. Ele foi libertado da prisão em diversas ocasiões por falta de provas, mas foi preso novamente todas as vezes pela polícia por acusações adicionais. Rubén foi posteriormente extraditado para os Estados Unidos em 21 de fevereiro de 2020 e seria posteriormente condenado por um júri federal sediado em Washington, D.C. por várias acusações de assassinato, tráfico de drogas e porte de arma de fogo em setembro de 2024. Em março de 2025, "El Menchito" foi condenado à prisão perpétua em uma prisão dos Estados Unidos por seu papel de liderança em uma das maiores e mais violentas organizações de tráfico de drogas do país, servindo como segundo em comando do CJNG antes de sua  extradição para os Estados Unidos em fevereiro de 2020.
Além disso, autoridades mexicanas suspeitaram em 2016 que Omar Eleazar Oseguera Cervantes fazia parte da estrutura de liderança do CJNG. Embora ele tenha o mesmo sobrenome de El Mencho, ele foi listado como sendo seu sobrinho e não como um de seus irmãos. Ele supostamente trabalha como um de seus principais chefes de segurança. Seu cunhado, Elvis González Valencia, também foi preso em 2016; ele atuou como principal financiador do CJNG. Foi solto em dezembro de 2016.
Em maio de 2018, a esposa de El Mencho, Rosalinda, foi presa sob acusações de lavagem de dinheiro. Rosalinda foi libertada posteriormente após receber uma fiança de 1,5 milhão de pesos (US$ 78.000) em setembro de 2018, mas continua acusada criminalmente e ainda enfrentará julgamento.
Em abril de 2019, seu afilhado, Adrián Alonso Guerrero Covarrubias, foi preso sob a acusação de tráfico de drogas e sequestro. Guerrero serviu como chefe regional nas regiões de Ciénega e norte de Los Altos em Jalisco, junto com o sudeste de Guanajuato.
Em fevereiro de 2020 sua filha, Jessica Johana, 33, conhecida como "La Negra", foi presa em Washington, D.C. quando foi ver seu irmão Ruben, que foi extraditado nos Estados Unidos por tráfico de drogas. Ela foi acusada de se envolver em transações ou negócios em propriedades com empresas incluídas na lista negra do Departamento do Tesouro e de fornecer apoio financeiro ao CJNG. Ela se declarou culpada em 12 de março de 2021 e, em 11 de junho, foi condenada a 2 anos e meio de prisão.
Em novembro de 2021, Rosalinda, conhecida como "La Jefa", foi presa no município de Zapopan, Jalisco. No momento desta prisão, descobriu-se que a esposa de El Mencho era a chefe financeira do CJNG.
Em dezembro de 2022, seu irmão, Antonio Oseguera Cervantes, conhecido como “El Tony Montana”, foi preso durante um ataque do exército em Guadalajara.
Em novembro de 2024, o se genro, Cristian Fernando Gutierrez-Ochoa, um líder de alto escalão do CJNG que notavelmente forjou sua morte e fixou residência na Califórnia sob uma identidade falsa, foi preso em Riverside, Califórnia. Guetierrez-Ochoa foi relatado anteriormente como o parceiro romântico da filha de El Mencho, Laisha, em abril de 2022. El Mencho auxiliou o esquema para falsificar a morte de Guetierrez-Ochoa, dizendo falsamente aos associados que ele matou seu genro por mentir; o esquema para falsificar a morte de Gueiterrez-Ochoa ocorreu depois que ele foi acusado de sequestro de dois membros da Armada do México em 2021; no entanto, as acusações pelas quais Gutierrez-Ochoa foi preso na Califórnia envolviam tráfico de drogas e lavagem de dinheiro. O Departamento de Justiça dos Estados Unidos também declarou que Laisha estava morando com Gueiterrez-Ochoa nos Estados Unidos e que até mesmo estava morando no país pouco antes da chegada de Gueiterrez-Ochoa do México, depois que ele fingiu sua morte. De acordo com o Departamento de Justiça, Guieterrez fugiu do México em parte para se juntar à filha de El Mencho nos Estados Unidos.

## Saúde
Em 2020, foi relatado que ele sofre de doença renal e construiu um hospital na vila de El Alcíhuatl para ajudar a tratá-la. Em 2022, o InSight Crime relatou que El Mencho não era visto há anos devido a preocupações com sua saúde precária.

### Rumores de morte
Em fevereiro de 2022, houve relatos não confirmados afirmando que El Mencho havia morrido de parada respiratória enquanto recebia tratamento em um hospital privado em Guadalajara. A alegação de sua morte foi logo depois apoiada por mensagens de narcomantas que apareceram pela cidade de Colima e que foram escritas pelos Mezcales (também conhecidos como Cártel de Colima), presumivelmente liderados pelo leal a El Mencho, José Bernabé Brizuela Meraz, conhecido como "La Vaca"; "La Vaca" também teria desertado do CJNG por causa da morte de El Mencho.